# Aeroporto de Misurata
O  Aeroporto Internacional de Misurata (IATA: MRA, ICAO: HLMS) é um aeroporto que se localiza em Misurata, na Líbia, e que também atua como base aérea e centro de treinamento para a Força Aérea Líbia.

## História
O aeroporto foi criado em 1939 como um pequeno local de pouso na província de Misurata, na Líbia Italiana.
Em 15 de dezembro de 2011, o aeroporto celebrou seus primeiros voos comerciais internacionais regularmente agendados por uma companhia aérea não-Líbia (Turkish Airlines).
Em 14 de julho de 2014, o aeroporto estava fechado para voos devido a confrontos no Aeroporto Internacional de Trípoli, do qual o aeroporto de Misurata depende para suas operações. Os voos retomaram na noite de 15 de julho.

## Uso Militar
A Força Aérea da Líbia opera amplamente a aeronave Soko G-2 em Misurata, tanto na capacitação quanto na capacidade de contrainsurgência.
O primeiro avião de guerra da Líbia a desafiar a zona de exclusão aérea durante a Guerra Civil da Líbia foi um G-2 de Misurata. Foi relatado ter sido rapidamente abatido pela Força Aérea Francesa. Poucas horas depois, um porta-voz das forças armadas especificou que o avião foi destruído na pista com um míssil ar-terra AASM logo após ter desembarcado.